# Videotechnik

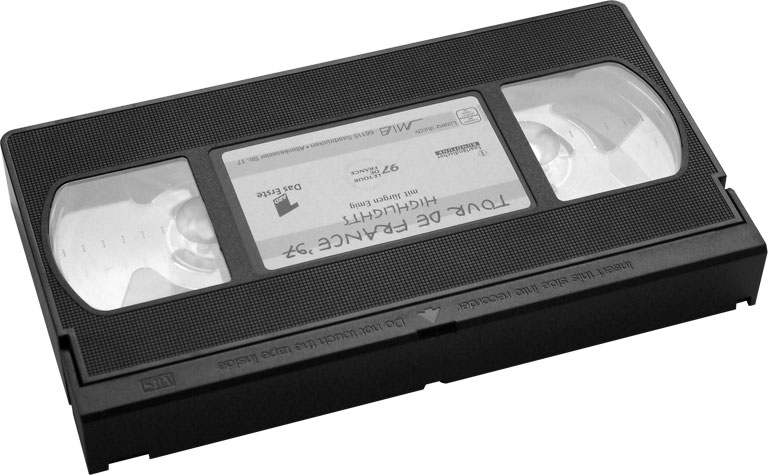
VHS-Kassette

Die Videotechnik (lateinisch video ‚ich sehe‘, von videre ‚sehen‘), kurz Video genannt, umfasst die elektronischen Verfahren zur Aufnahme, Übertragung, Bearbeitung und Wiedergabe von bewegten Bildern sowie ggf. des Begleittons (siehe Audio). Dazu gehören ferner die eingesetzten Geräte, wie Videokamera, Videorekorder und Bildschirm. Aber auch die rein digitale Verarbeitung optischer Signale wird zur Videotechnik gezählt.

## Entwicklung
Analoge Videosignale sind seit den 1930er Jahren bekannt. Zu dieser Zeit entstanden die Technologien, die später zur Entwicklung des Fernsehens führten. Typisch für analoge Videosignale ist die zeilenweise Abtastung (Scan) eines Bildes im Zeilensprungverfahren. Am Ende jeder abgetasteten Zeile erfolgt ein Rücksprung auf den Anfang der nächsten Zeile, am Ende des gesamten (Halb-)Bildes der Sprung an den Anfang des Abtastfeldes. Dies nennt man das Zeilensprungverfahren. Bis in die achtziger Jahre erfolgte die Abtastung eines Bildes für Videozwecke typischerweise durch die zeilenweise Ablenkung eines Elektronenstrahls über eine lichtempfindliche Schicht.
Als Speichermedium der Bild- und Tondaten diente zuerst das Magnetband, meist in einer Videokassette, in analoger Form, wie im Video Home System (VHS). Seit 1996 wird zunehmend digitale Aufzeichnung eingesetzt, so im Digital-Video (DV)-System bei Camcordern.
Neuerdings werden zunehmend magneto-optische Verfahren zusammen mit digitaler Kompression eingesetzt, so in DVD-Camcordern.
Seit Ende der 1990er Jahre setzt dabei die digitale MPEG-Technologie die Standards. Auf ihr basiert u. a. die Video-CD, die DVD und das Digital Video Broadcasting (DVB). Sie zeichnet sich gegenüber DV durch weiter verbesserte Bildqualität aus, größere Kompatibilität im PC-Bereich, sowie durch leichtere und umfangreichere Bearbeitungsmöglichkeiten. Das MPEG-4 Format bietet gegenüber MPEG-2 wiederum eine stärkere Kompression, bedarf aber höherer Prozessorleistung bei Aufzeichnung und Wiedergabe. Auch kann es bei MPEG-4 eher zu Qualitätsverlusten durch Kompressions-Artefakte kommen.

### PAL-Video
Das Phase Alternating Line System (PAL-System) ist der im deutschen Sprachraum verwendete Fernsehstandard. PAL wurde 1963 von Telefunken entwickelt. Es enthält 625 Rasterzeilen (Scan Lines) pro Bild (Frame), 25 Frames pro Sekunde, entsprechend einer Dauer von 40 ms/Frame.
Das Bild-Seitenverhältnis beträgt 4:3, daher sind die Pixel nicht quadratisch, um der Auflösung von 720 × 576 Pixeln (5:4) entgegenzuwirken. PAL verwendet das YUV-Farbmodell. Die Darstellung erfolgt im Interlace-Modus, jedes Bild ist also in zwei Halbbilder unterteilt, eines mit den geraden und eines mit den ungeraden Rasterzeilen. Wegen der Bildwechsellücke sind nur 576 Zeilen sichtbar. PAL wird etwa in Brasilien, China, Deutschland, Österreich, Schweiz und Indien verwendet.

### NTSC-Video
NTSC ist der 1953 vom NTSC (National Television Systems Committee) festgelegte US-Fernsehstandard. NTSC enthält 525 Rasterzeilen pro Bild, abzuspielen mit exakt 29,97 Bilder pro Sekunde, entsprechend 33,37 ms pro Bild. Ab und zu liest man 30 Bilder pro Sekunde, das ist aber unrichtig. Das Bildseitenverhältnis beträgt 4:3, die Pixel sind quadratisch. Die Darstellung erfolgt im Interlace-Modus, jedes Bild ist in zwei Halbbilder (Fields) unterteilt, eines mit den geraden und eines mit den ungeraden Rasterzeilen. Am Beginn jedes Halbbildes sind 20 Rasterzeilen reserviert, daher verbleiben maximal 485 Rasterzeilen für Bildinformation. Von diesen sind aber wiederum nur 480 sichtbar. Daher hat NTSC eine Auflösung von 640 × 480 Pixel. NTSC verwendet das YIQ-Farbmodell und wird unter anderem in Japan, USA, Kanada und Korea verwendet.

### Analoge Aufzeichnungsformate
VHS – Video Home System – wurde Ende der 1970er Jahre von JVC entwickelt. Dank geschickter Marketingstrategie setzte es sich gegen technisch intelligentere Lösungen wie Video 2000 weltweit durch. Die Magnetbänder der VHS-Kassetten sind störungsempfindlich. Sie sind 1,27 cm breit. Videobandaufzeichnungssysteme existieren in vielen Varianten mit unterschiedlicher Signalverarbeitung und verschiedenen mechanischen und [sic!] Spurlagenparametern. Die Besonderheit im Videobereich besteht einerseits in der hohen oberen Grenzfrequenz, die mit ca. 5 MHz etwa 250-mal höher liegt als beim Audiosignal, und andererseits in der sehr niedrigen unteren Grenzfrequenz nahe 0 Hz. Eine hohe Signalfrequenz kann nur bei großer Relativgeschwindigkeit erreicht werden. Daher arbeiten Videorekorder mit rotierenden Köpfen.

### Digitale Videotechnik
Die Ablösung der analogen Videotechnik hin zum digitalen Verfahren wurde durch die grafische Datenverarbeitung vorangetrieben. Leistungsstarke Grafikkarten ermöglichen PC-Nutzern das Rendering eigener Filme und deren Speicherung auf digitalen Systemen. Digitalsignale werden aus analogen Signalen gewonnen, indem diesen in regelmäßigen Abständen Proben (Samples) entnommen und den Werten der Proben Zahlen aus einem endlichen Zahlbereich zugeordnet werden.

### Formatentwicklung
Die Aufzeichnungstechnik und damit die Formate haben sich grob in folgenden Schritten entwickelt:
- analoge Aufzeichnung auf Magnetband, analoge Verarbeitung: U-matic, VHS, Video-8; Video 2000
- digitale Aufzeichnung auf Magnetband, digitale Verarbeitung: (mini-) DV und digitaler Videoschnitt;
- digitale Aufzeichnung auf DVD oder Festplatte mit Komprimierung, meist MPEG-2;
- digitale Aufzeichnung auf Speicherkarte, meist stärkere Kompression, etwa mit MPEG-4.

## Geschichte
- 1953: In Deutschland wird das erste Patent für den Prototyp eines Videorekorders erteilt.
- 1956: Es erscheint der erste einsatzfähige Video Tape Recorder (VTR) für Sendezwecke von der Firma Ampex. Das Format war Quadruplex.
- 1964: Der erste kommerzielle VTR, der Philips 3400, konnte 45 Min. in Schwarzweiß aufnehmen und kostete 6900,– DM.
- 1969: Das Geburtsjahr des Home-Video: Philips und Grundig stellen den ersten Rekorder mit zugehöriger Videokamera vor, sowie den ersten Video Cassette Recorder (VCR-System) mit neuer Kassettentechnik. Bislang waren die Magnetbänder auf offenen Rollen aufgespult.
- 1972: Sony stellt den ersten U-matic-Videokassettenrekorder vor.
- 1976: JVC stellt das Format Video Home System (VHS) und Sony das Format Betamax vor.
- 1980: Philips und Grundig stellen das Video-2000-System vor. Video-2000-Kassetten wurden im Gegensatz zu VHS und Betamax auf zwei Seiten bespielt und waren den anderen Systemen in puncto Bildqualität überlegen. Das Format konnte sich aber nicht durchsetzen, da VHS und Betamax schon zu verbreitet waren.
- 1984: Der erste Camcorder mit Video-8-Kassetten kommt auf den Markt. Sony ist der Entwickler.
- 1985: Der erste Camcorder mit VHS-Kassetten kommt auf den Markt.
- Ende der 1980er Jahre werden VHS zu S-VHS und Video 8 zu Hi8 weiterentwickelt.
- Anfang der 1990er Jahre erscheint die Video-CD mit 74 Min. Spielzeit in VHS-Qualität.
- 1995: Der DVD-Standard wird festgelegt. Der erste Camcorder mit Digital Video (DV) und Mini-DV erscheint.
- 1996: Der erste DV-Rekorder von Sony kostet 8000,– DM.
- 1999: Der erste DVD-Rekorder von Philips kommt auf den Markt.
- 2000: Der erste DVD-Camcorder von Hitachi wird vorgestellt.
- 2001: Die DVD überholt die VHS-Kassette im Kaufvideo-Bereich.
- 2003: Das Format High Definition Video (HDV) gilt als zukünftiges Heimvideo-Format, ist aber bislang nur in Japan und in den USA verbreitet.
- 2004: DVD-Rekorder mit Festplatte lösen den VHS-Recorder weitgehend ab.
- 2005: HDV wird auch in Europa erhältlich.